# Jules Périllier
Jules Périllier est un homme politique français né le 29 novembre 1841 à Nîmes (Gard) et décédé le 12 mai 1915 à Paris.
Avocat à Paris, il est maire de Varennes, et l'un des organisateurs des comités radicaux en Seine-et-Oise. Il est député radical de Seine-et-Oise de 1885 à 1889 et de 1898 à 1902. 

## Sources
- « Jules Périllier », dans Adolphe Robert et Gaston Cougny, Dictionnaire des parlementaires français, Edgar Bourloton, 1889-1891 [détail de l’édition]
- « Jules Périllier », dans le Dictionnaire des parlementaires français (1889-1940), sous la direction de Jean Jolly, PUF, 1960 [détail de l’édition]
- « Périllier (Jules) », dans Dictionnaire biographique du Gard, Paris, Flammarion, coll. « Dictionnaires biographiques départementaux » (no 45), 1904 (BNF 35031733), p. 492.